# Auguste Tuaillon
Pour les articles homonymes, voir Tuaillon.
Auguste-Ignace Tuaillon, dit Boffy, né le 18 mars 1873 à Esmoulières et mort le 11 novembre 1907 à Paris, est un chansonnier nain français.

## Biographie
Auguste-Ignace Tuaillon est âgé d'environ cinq ans lorsque sa croissance se ralentit ou s'arrête. Son importante faiblesse musculaire l'empêchant de prendre part aux travaux agricoles, Auguste gagne un peu d'argent en se produisant dès l'âge de quinze ans en tant que phénomène de foire à Luxeuil-les-Bains et à Nancy. En 1893, à l'occasion de son appel pour le recrutement militaire, Auguste est signalé par les journaux comme « le plus petit conscrit de France ». À vingt-trois ans, il mesure un petit peu moins d'un mètre (99 cm).
Peu avant 1896, Auguste arrive à Paris. Tout d'abord employé dans un café-restaurant proche de la Gare de Lyon, il entre bientôt au Cabaret des Quat'z'Arts de François Trombert, où il côtoie notamment Guirand de Scevola, Jehan Rictus et Charles Léandre. En 1897, il devient le gérant du journal hebdomadaire du cabaret, Les 4 z'Arts, dont le rédacteur en chef est Émile Goudeau. Il fait également partie de la troupe d'Eugénie Buffet et conquiert la célébrité au Théâtre des Noctambules. Le nain Auguste a notamment du succès dans deux créations, Le Nain de Tarascon de Clovis Hugues et Le Don Juan de Montmartre.
Le 12 novembre 1907, après quinze jours de maladie, Auguste Tuaillon meurt de la tuberculose à l'hôpital Lariboisière. Ses obsèques ont lieu le 14 novembre à l'église Saint-Vincent-de-Paul. Le deuil est conduit par son ami le nain Delphin, originaire comme lui des Vosges saônoises. L'inhumation a lieu au cimetière de Pantin, où Xavier Privas, autre ami du défunt, prononce quelques mots.